# Rhinolambrus lamelliger
Rhinolambrus lamelliger är en kräftdjursart som först beskrevs av White 1847.  Rhinolambrus lamelliger ingår i släktet Rhinolambrus och familjen Parthenopidae. Inga underarter finns listade i Catalogue of Life.